# Circuito Mundial de Voleibol de Praia de 1996
O Circuito Mundial de Voleibol de Praia de 1996 foi a décima edição das séries internacionais de vôlei de praia organizadas pela Federação Internacional de Voleibol (FIVB) para a variante masculina e a quinta edição para o naipe feminino. Para a edição 1996, o Circuito incluiu 15 torneios Open para o naipe masculino e 11 torneios Open para a variante feminina, além da edição dos Jogos Olímpícos de Verão de 1996 em Atlanta para ambos os naipes.

## Calendário

### Feminino
| Torneio                                                                                  | Ouro                                    | Prata                                            | Bronze                                  | Quarto lugar                                 |
| Aberto do Rio de Janeiro Rio de Janeiro, Brasil De 28 de fevereiro a 3 de março de 1996. | BrasilSandra Pires · Jacqueline Silva   | AustráliaNatalie Cook · Kerri Pottharst          | BrasilAdriana Behar · Shelda Bedê       | Estados UnidosHolly McPeak · Nancy Reno      |
| Aberto de Maceió Maceió, Brasil De 10 a 14 de abril de 1996.                             | BrasilSandra Pires · Jacqueline Silva   | BrasilMônica Rodrigues · Adriana Samuel          | BrasilAdriana Behar · Shelda Bedê       | AlemanhaBeate Bühler · Danja Müsch           |
| Aberto de Recife Recife, Brasil De 17 a 21 de abril de 1996.                             | BrasilSandra Pires · Jacqueline Silva   | BrasilMônica Rodrigues · Adriana Samuel          | BrasilAdriana Behar · Shelda Bedê       | AustráliaNatalie Cook · Kerri Pottharst      |
| Aberto de Hermosa Beach Hermosa Beach, Estados Unidos De 21 a 23 de junho de 1996.       | BrasilSandra Pires · Jacqueline Silva   | BrasilMônica Rodrigues · Adriana Samuel          | Estados UnidosHolly McPeak · Nancy Reno | AustráliaNatalie Cook · Kerri Pottharst      |
| Olimpíada de Verão Atlanta, Estados Unidos De 23 a 27 de julho de 1996.                  | BrasilSandra Pires · Jacqueline Silva   | BrasilMônica Rodrigues · Adriana Samuel          | AustráliaNatalie Cook · Kerri Pottharst | Estados UnidosBarbra Fontana · Linda Hanley  |
| Aberto de Osaka Osaka, Japão De 9 a 11 de agosto de 1996.                                | AustráliaNatalie Cook · Kerri Pottharst | Estados UnidosDanalee Bragado-Corso · Pat Keller | AustráliaLiane Fenwick · Sarah Straton  | JapãoYukiko Takahashi · Kaori Tsuchiya       |
| Aberto de Espinho Espinho, Portugal De 9 a 11 de agosto de 1996.                         | BrasilSandra Pires · Jacqueline Silva   | BrasilMônica Rodrigues · Adriana Samuel          | BrasilAdriana Behar · Shelda Bedê       | AlemanhaMaike Friedrichsen · Danja Müsch     |
| Aberto de Ostende Ostende, Bélgica De 16 a 18 de agosto de 1996.                         | BrasilSandra Pires · Jacqueline Silva   | AlemanhaBeate Bühler · Danja Müsch               | BrasilAdriana Behar · Shelda Bedê       | BrasilMônica Rodrigues · Adriana Samuel      |
| Aberto de Pulsan Pulsan, Coreia do Sul De 23 a 25 de agosto de 1996.                     | Estados UnidosLisa Arce · Holly McPeak  | JapãoYuki Ishizaka · Yukiko Takahashi            | BrasilMônica Rodrigues · Adriana Samuel | Estados UnidosLiz Masakayan · Angela Rock    |
| Aberto de Carolina Carolina (Porto Rico), Porto Rico De 6 a 8 de setembro de 1996.       | BrasilAdriana Behar · Shelda Bedê       | BrasilSandra Pires · Jacqueline Silva            | Estados UnidosLisa Arce · Holly McPeak  | AustráliaNatalie Cook · Kerri Pottharst      |
| Aberto de Salvador Salvador, Brasil De 7 a 10 de novembro de 1996.                       | BrasilMônica Rodrigues · Adriana Samuel | BrasilSandra Pires · Jacqueline Silva            | BrasilAdriana Behar · Shelda Bedê       | Estados UnidosLisa Arce · Holly McPeak       |
| Aberto de Jakarta Jakarta, Indonésia De 22 a 24 de novembro de 1996.                     | BrasilAdriana Behar · Shelda Bedê       | AlemanhaMaike Friedrichsen · Danja Müsch         | BrasilSandra Pires · Jacqueline Silva   | Estados UnidosHolly McPeak · Karrie Poppinga |

### Masculino
| Torneio                                                                             | Ouro                                              | Prata                                             | Bronze                                   | Quarto lugar                                      |
| Aberto do Rio de Janeiro Rio de Janeiro, Brasil De 8 a 11 de fevereiro de 1996.     | BrasilRoberto Lopes · Franco Neto                 | BrasilZé Marco · Emanuel Rego                     | CanadáJohn Child · Mark Heese            | NoruegaJan Kvalheim · Bjørn Maaseide              |
| Aberto de Marbella Marbella, Espanha De 5 a 7 de abril de 1996.                     | BrasilZé Marco · Emanuel Rego                     | BrasilRoberto Lopes · Franco Neto                 | ArgentinaMartín Conde · Eduardo Martínez | CanadáJohn Child · Mark Heese                     |
| Aberto de João Pessoa João Pessoa, Brasil De 9 a 12 de maio de 1996.                | BrasilPaulo Moreira "Paulão" · Paulo Emílio Silva | ArgentinaMartín Conde · Eduardo Martínez          | BrasilZé Marco · Emanuel Rego            | AustráliaJulien Prosser · Lee Zahner              |
| Aberto de Alanya Alanya, Turquia De 31 de maio a 2 de junho de 1996.                | ArgentinaMartín Conde · Eduardo Martínez          | BrasilZé Marco · Emanuel Rego                     | NoruegaJan Kvalheim · Bjørn Maaseide     | BrasilRoberto Lopes · Franco Neto                 |
| Aberto de Hermosa Beach Hermosa Beach, Estados Unidos De 21 a 23 de junho de 1996.  | NoruegaJan Kvalheim · Bjørn Maaseide              | BrasilRoberto Lopes · Franco Neto                 | ArgentinaMartín Conde · Eduardo Martínez | BrasilZé Marco · Emanuel Rego                     |
| Aberto de Marseille Marseille, França De 27 a 30 de junho de 1996.                  | BrasilRoberto Lopes · Franco Neto                 | Estados UnidosCarl Henkel · Sinjin Smith          | ArgentinaMartín Conde · Eduardo Martínez | FrançaJean-Philippe Jodard · Christian Penigaud   |
| Aberto de Berlin Berlin, Alemanha De 5 a 7 de julho de 1996.                        | CanadáJohn Child · Mark Heese                     | BrasilRogério Ferreira "Pará" · Guilherme Marques | AustráliaJulien Prosser · Lee Zahner     | CubaFrancisco Álvarez · Juan Rossell              |
| Olimpíada de Verão Atlanta, Estados Unidos De 23 a 28 de julho de 1996.             | Estados UnidosKarch Kiraly · Kent Steffes         | Estados UnidosMichael Dodd · Mike Whitmarsh       | CanadáJohn Child · Mark Heese            | PortugalJoão Brenha · Miguel Maia                 |
| Aberto de Pornichet Pornichet, França De 9 a 11 de agosto de 1996.                  | BrasilZé Marco · Emanuel Rego                     | BrasilRogério Ferreira "Pará" · Guilherme Marques | NoruegaJan Kvalheim · Bjørn Maaseide     | BrasilPaulo Moreira "Paulão" · Paulo Emílio Silva |
| Aberto de Espinho Espinho, Portugal De 16 a 18 de agosto de 1996.                   | Estados UnidosMichael Dodd · Mike Whitmarsh       | CanadáJohn Child · Mark Heese                     | ArgentinaMartín Conde · Eduardo Martínez | NoruegaJan Kvalheim · Bjørn Maaseide              |
| Aberto de Lignano Lignano Sabbiadoro, Itália De 23 a 25 de agosto de 1996.          | BrasilZé Marco · Emanuel Rego                     | Estados UnidosCarl Henkel · Sinjin Smith          | NoruegaJan Kvalheim · Bjørn Maaseide     | BrasilPaulo Moreira "Paulão" · Paulo Emílio Silva |
| Aberto de Tenerife Tenerife, Espanha De 5 a 8 de setembro de 1996.                  | BrasilZé Marco · Emanuel Rego                     | CanadáJohn Child · Mark Heese                     | CubaFrancisco Álvarez · Juan Rossell     | Suíça Martin Laciga · Paul Laciga                 |
| Aberto de Jakarta Jakarta, Indonésia De 4 a 6 de outubro de 1996.                   | BrasilRoberto Lopes · Franco Neto                 | Estados UnidosCarl Henkel · Sinjin Smith          | BrasilAndré Gomes · Emanuel Rego         | BrasilRogério Ferreira "Pará" · Guilherme Marques |
| Aberto de Carolina Carolina (Porto Rico), Porto Rico De 18 a 20 de outubro de 1996. | BrasilZé Marco · Emanuel Rego                     | BrasilRogério Ferreira "Pará" · Guilherme Marques | BrasilCarlos Loss "Alemão" · Duda Macedo | BrasilRoberto Lopes · Franco Neto                 |
| Aberto de Fortaleza Fortaleza, Brasil De 24 a 27 de outubro de 1996.                | Estados UnidosMichael Dodd · Mike Whitmarsh       | BrasilRogério Ferreira "Pará" · Guilherme Marques | BrasilZé Marco · Emanuel Rego            | BrasilEduardo Garrido · André Gomes               |
| Aberto de Durban Durban, África do Sul De 13 a 15 de dezembro de 1996.              | BrasilRogério Ferreira "Pará" · Guilherme Marques | Estados UnidosMichael Dodd · Mike Whitmarsh       | BrasilZé Marco · Emanuel Rego            | NoruegaJan Kvalheim · Bjørn Maaseide              |

## Quadro de medalhas
| Ordem | País           | Medalha de ouro | Medalha de prata | Medalha de bronze | Total |
| ----- | -------------- | --------------- | ---------------- | ----------------- | ----- |
| 1.    | Brasil         | 20              | 15               | 13                | 48    |
| 2.    | Estados Unidos | 4               | 6                | 2                 | 12    |
| 3.    | Canadá         | 1               | 2                | 2                 | 5     |
| 4.    | Argentina      | 1               | 1                | 4                 | 6     |
| 5.    | Austrália      | 1               | 1                | 3                 | 5     |
| 6.    | Noruega        | 1               | 0                | 3                 | 4     |
| 7.    | Alemanha       | 0               | 2                | 0                 | 2     |
| 8.    | Japão          | 0               | 1                | 0                 | 1     |
| 9.    | Cuba           | 0               | 0                | 1                 | 1     |